# Cervona Poleana, Peatîhatkî
Cervona Poleana (în ucraineană Червона Поляна) este un sat în comuna Savro din raionul Peatîhatkî, regiunea Dnipropetrovsk, Ucraina.

## Demografie
Componența lingvistică a localității Cervona Poleana
     Ucraineană (85,19%)
     Rusă (14,07%)
Conform recensământului din 2001, majoritatea populației localității Cervona Poleana era vorbitoare de ucraineană (85,19%), existând în minoritate și vorbitori de rusă (14,07%).